# Tamaz Kostava
Tamaz Kostava (Georgisch:  თამაზ კოსტავა, Russisch: Тамаз Гивиевич Костава) (Koetaisi, 29 februari 1956) is een Georgisch voetballer die tijdens zijn carrière voor de Sovjet-Unie uitkwam.

## Biografie
Hij begon zijn carrière bij Torpedo Koetaisi en maakte in 1977 de overstap naar Dinamo Tbilisi, waar hij in 1978 de titel mee won en in 1979 de beker. In 1981 won hij tegen FC Carl Zeiss Jena de finale van de Europacup II.
Hij speelde drie wedstrijden voor het nationale elftal en debuteerde op 19 november 1978 in een vriendschappelijke wedstrijd tegen Japan (1-4). Ook zijn andere twee wedstrijden waren tegen Japan. De Sovjets speelden destijds drie keer in acht dagen tegen het land.